# Silene laeta
Silene laeta är en nejlikväxtart som först beskrevs av William Aiton, och fick sitt nu gällande namn av Godron. Silene laeta ingår i släktet glimmar, och familjen nejlikväxter. Inga underarter finns listade i Catalogue of Life.